# Hecalus curtus
Hecalus curtus är en insektsart som beskrevs av Shaw 1932. Hecalus curtus ingår i släktet Hecalus och familjen dvärgstritar. Inga underarter finns listade i Catalogue of Life.